# Red Hat Cluster Suite
A Red Hat Cluster Suite é um pacote de aplicações para GNU/Linux compilado pela Red Hat para a implementação de clusters de alta disponibilidade (até 16 servidores) e balanceamento de carga (utilizando LVS). A Cluster Suite permite integrar com outro produto do mesmo fabricante, o GFS para sistemas de armazenamento partilhados.
Inclui duas ferramentas de administração: o system-config-cluster, na mesma linha das ferramentas típicas deste fabricante, e piranha, uma interface web para configurar o LVS.
O Red Hat Cluster Manager (RHCM) permite aos administradores interligar sistemas separados (designados membros ou nodos) por forma a criar clusters com recuperação de falhas (failover) que asseguram a disponibilidade das aplicações, bem como a integridade dos dados perante a diversidade de falhas possíveis do sistema. Com efeito, o RHCM pode ser utilizado para implementar servidores de alta disponibilidade de base de dados, ficheiros, web, entre outros.
O conceito de membership de cada nodo assenta sobre um algoritmo específico, responsável pela integridade do nodo, utilizando os seguintes métodos de comunicação inter-nodo:
- As ligações de rede entre os sistemas do cluster;
- Um daemon de gestão da configuração entre nodos, o Cluster Configuration System (ccsd).

Os objectos cuja disponibilidade se pretende assegurar designam-se por serviços, i.e., um serviço web, ou serviço de base de dados, etc., e este, por sua vez, é composto por recursos, que não são mais do que as componentes associadas ao serviço para que este esteja disponível, como scripts de inicialização, endereços de rede, partições partilhadas, etc.
O RHCM é, portanto, a ferramenta de configuração e manutenção do cluster, na qual se associam os nodos, e se especificam os serviços - para cada qual estão associados recursos - e como estes se inicializam, desligam, ou são recolocados noutros nodos. Permite, além do citado, proceder a alterações nas configurações com o sistema online e, a partir do próprio interface, replicá-las para os restantes nodos.
Incluída no Red Hat Cluster Suite, está também uma outra ferramenta - piranha -, desta feita para implementar serviços com balanceamento de carga, cujo núcleo é uma adaptação do sobejamente conhecido Linux Virtual Server. A ferramenta, disponibilizada através de interface web, permite definir, activar e desactivar todos os parâmetros necessários para o balanceamento de serviços TCP/IP. 